# Carcinonemertes pinnotheridophila
Carcinonemertes pinnotheridophila är en djurart som tillhör fylumet slemmaskar, och som beskrevs av Laura Frances McDermott och Gibson 1993. Carcinonemertes pinnotheridophila ingår i släktet Carcinonemertes och familjen Carcinonemertidae. Inga underarter finns listade i Catalogue of Life.